# 스베티스테판

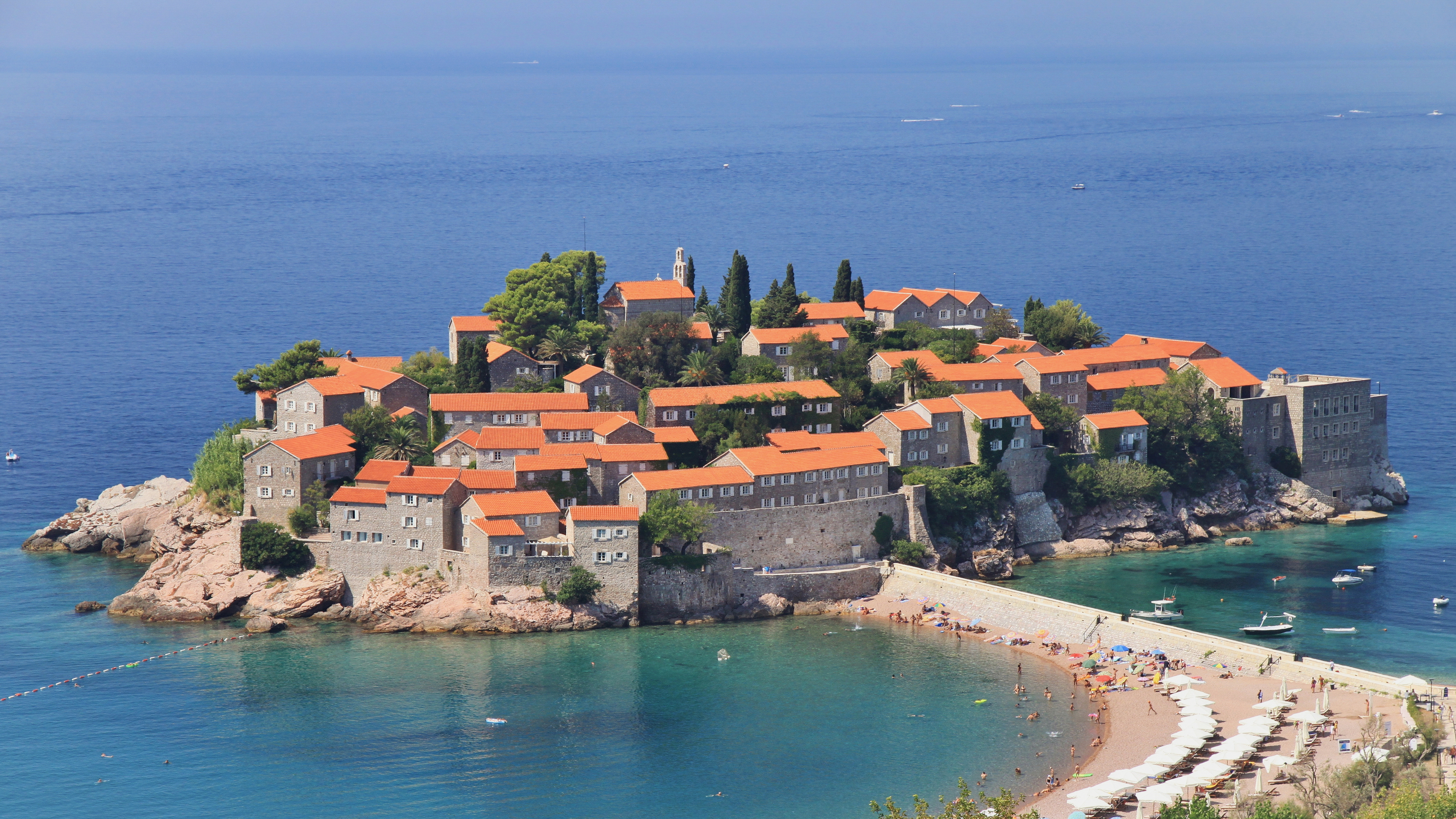
스베티스테판

스베티스테판(몬테네그로어: Свети Стефан / Sveti Stefan, 이탈리아어: Santo Stefano di Pastrovicchio)은 몬테네그로의 섬이자 리조트이다. 부드바에서 남동쪽으로 약 6km 정도 떨어진 곳에 위치한다.
15세기에 어촌이 형성되었으며 1950년대에 마을 주민들이 떠난 뒤부터 고급 호텔들이 들어섰다. 몬테네그로 연안에서 유명한 리조트로 여겨진다. 과거에는 섬이었지만 현재는 좁은 지협을 통해 본토와 연결되어 있다.